# Проспект 60-летия Октября (Москва)
Проспе́кт 60-летия Октября́ — проспект в Юго-Западном административном округе города Москвы. Проходит от площади Гагарина до площади Хо Ши Мина.
Пересекает улицу Вавилова. Слева примыкает улица Шверника, справа — Черёмушкинский проезд.
Нумерация домов ведётся от площади Гагарина.

## Происхождение названия
Назван в 1977 году в ознаменование 60-й годовщины Октябрьской революции. Входит в число «поддатных» названий, то есть названных «под знаменательную дату». Ранее являлся начальной частью Профсоюзной улицы.

## История
Трасса проспекта проложена в 1957—1958 годах и вела от Ленинского проспекта к экспериментальному 9-му кварталу Новых Черёмушек (руководитель комплексной застройки квартала — архитектор Г. П. Павлов). Для неё предполагалось название Черёмушкинский проспект, однако в 1958 году магистраль названа Профсоюзной улицей. В 1961—1962 под улицей построена Калужско-Рижская линия метро. Переименование начальной части Профсоюзной улицы в «проспект» было одним из самых дорогих, так как все номера домов по многокилометровой улице пришлось уменьшать: дом № 24 получил № 2, а № 25 — № 1 и т. д.

## Примечательные здания и сооружения
По нечётной стороне:
- № 3, корп. 3 и 4 и № 5, корп. 1 и 2 — типовые жилые дома, построенные на склоне оврага; имеют подъезды на третьем (выход на проспект) и на первом (во двор) этажах.
- № 21—31 — жилые дома и магазины экспериментального 9-го квартала Новых Черёмушек (1956—1958, архитекторы Н. А. Остерман, Г. П. Павлов)
- № 29, корп. 1 — Жилой дом (1957, инженеры Е. С. Демченко, Н. К. Корнилова, Г. Г. Карлсен)

По чётной стороне:
- № 10А — офис АО «Роснано», Национального резервного банка.

## Транспорт
В 150 м от начала проспекта — южный выход со станции метро Ленинский проспект и вход на станцию МЦК Площадь Гагарина, в конце проспекта — северный выход со станции метро Академическая. По проспекту проходит маршрут автобуса № 196.
В связи с большим объёмом грузовых троллейбусных развозок в 1980-е годы планировалось пустить троллейбус, однако планам не суждено было сбыться. Вероятной причиной было то, что грузовые троллейбусы для экономии и с учётом возможности разворота ехали поворотом с улицы Красикова, но к Ленинскому проспекту, а также что непродуктовые магазины были сосредоточены на нечётной стороне проспекта и участка Профсоюзной улицы, а продуктовые на чётной. То есть, была явная необходимость только в однопутной линии, применение которой в пассажирском движении в данном варианте было бы ограничено.